# Vassyl Makoukh
Vassyl Omelianovytch Makoukh ou Makouch (né le 14 novembre 1927 à Kariv, mort le 6 novembre 1968 ) est un Ukrainien qui s'immola par le feu pour protester contre l'occupation de l'Ukraine par l'Union soviétique et contre l'invasion russe de la Tchécoslovaquie. Le 5 novembre 1968, parti de la Krechtchatyk, la principale rue de Kiev, il se dirigea vers l'actuelle place de l'Indépendance en criant : « À bas les colonisateurs communistes ! Vive l'Ukraine libre ! Vive l'Ukraine ! ». Il mourut de ses blessures le lendemain.